# Liste von Künstlergruppen der bildenden Kunst in Dresden
Die Liste von Künstlergruppen der bildenden Kunst in Dresden enthält Künstlergruppen, -verbände und -vereine der bildenden Kunst mit einem direkten Bezug zu Dresden. Insbesondere in der Zeit nach dem Ersten Weltkrieg bis 1949 ist in Dresden eine hohe Konzentration von Künstlergruppen festzustellen. Unterstützung fanden sie u. a. in den zahlreichen Dresdner Galerien und Kunsthandlungen wie Galerie Arnold, Kunstsalon Emil Richter, Graphisches Kabinett Hugo Erfurth, Galerie Neue Kunst Fides, Galerie und Kunstausstellung Kühl, Galerie Junge Kunst von Josef Sandel oder in den eher konservativ ausgerichteten Kunsthandlungen wie Max Sinz, Paul Rusch (Sidonienstraße 27) und Friedrich Axt (Reitbahnstraße 25) oder ab den 1920er-Jahren in Ausstellungen bei Fahnauer & Schwab (Rahmenfabrikant, Schreibergasse 7).

## Liste
| Name                                                        | Gründung | Auflösung | Bemerkungen |
| ----------------------------------------------------------- | -------- | --------- | --- |
| Sächsischer Kunstverein                                     | 1828     | 1945      | |
| Dresdner Kunstgenossenschaft                                | 1836     | 1939      | |
| Goppelner Gruppe                                            | 1892 ca. | 1893      | Freilichtmalerei in der Ausprägung einer zwischen Naturalismus und Impressionismus stehenden Landschaftsmalerei. Um Carl Bantzer, Paul Baum, Walter Besig, Wilhelm Claudius und Robert Sterl. Auch Goppelner Schule, Goppelner Landschafterschule oder Goppelner Kreis genannt. Ging in der Freien Vereinigung Dresdner Künstler auf. |
| Strehlener Ortsgruppe der Dresdner Kunstgenossenschaft      | 1893     | 1893      | Aus dem Kreis der Goppelner Gruppe innerhalb der Dresdner Kunstgenossenschaft zur besseren Interessenvertretung und für die Durchsetzung der Freilichtmalerei als offiziell anerkannte künstlerische Richtung. Ging in der selbständig organisierten Freien Vereinigung Dresdner Künstler auf. |
| Freie Vereinigung Dresdner Künstler                         | 1893     | 1894      | Um Carl Bantzer (Leitung) und Gotthardt Kuehl. Impressionistische Freilichtmalerei. Bildete sich aus dem Kreis der Goppelner Gruppe. Ging im Verein bildender Künstler Dresden auf. |
| Verein bildender Künstler Dresden (Sezession)               | 1894     | 1900      | Um Carl Bantzer und Gotthardt Kuehl: Leopold Armbruster, Paul Baum, Walter Besig, Otto Gussmann, Emanuel Hegenbarth, Georg Jahn, Georg Lührig, Richard Müller, Robert Sterl und Hans Unger. |
| Die Elbier                                                  | 1902     | 1909      | Um Gotthardt Kuehl. Otto Altenkirch, Arthur Bendrat, Fritz Beckert, Walter Besig, Ferdinand Dorsch, Georg Erler, Walter Friederici, Josef Goller, Emanuel Hegenbarth, Edmund Körner (* 23. August 1873), William Krause, Georg Müller-Breslau, Gustav Meyer-Buchwald, Hans Nadler, Anton Pepino, Felix Pfeifer, Otto Pilz, Walter Sintenis, Johannes Paul Ufer und August Wilkens. |
| Gruppe Dresdner Künstlerinnen                               | 1904 ca. |           | 1904 Ausstellung bei Emil Richter. Ab 1908 Ortsgruppe des Bundes deutscher und österreichischer Künstlerinnenvereine. 1908 Ausstellung in der Galerie Arnold mit Doris am Ende, Helene Gammius, Hildegard Koch, Paula Kohlschütter, Clotilde Schilling, Berta Schrader und Lina von Zieten. 1912 verfügte die Gruppe um die 50 Mitglieder. Unter den ordentlichen Mitgliedern sind u. a. aufgeführt: Doris am Ende, Tilla Jährig-Löhr (später erste Vorsitzende), Adelheid Kohlschütter, Gertrud Schäfer, Helene Schurig und Flora Zenker. Weitere bekannte Mitglieder waren Erna Lincke und Lucie Prussog, die sich beide der Dresdner Sezession 1932 anschlossen. |
| Brücke                                                      | 1905     | 1913      | Expressionistische Künstlergruppe (auch KG Brücke genannt) um Ernst Ludwig Kirchner, Fritz Bleyl, Erich Heckel, Karl Schmidt-Rottluff, Max Pechstein, Emil Nolde und Otto Mueller. |
| Märzbund                                                    | 1905     |           | Freundeskreis ehemaliger Studenten der Dresdner Kunstakademie. Um Otto Westphal, Georg Hänel (1879–1945), Friedrich Wilhelm Hörnlein, Rudolf Pöschmann, Johannes Paul Ufer, Otto Altenkirch, Oskar Menzel und Alexander Höfer. Treffen bis in die 1940er-Jahre sind belegt. |
| Die Zunft                                                   | 1905     | 1918      | Um Hans Erlwein. Otto Altenkirch, German Bestelmeyer, Martin Dülfer, Julius Graebner, Karl Groß, Richard Guhr, Cornelius Gurlitt, Otto Gussmann, Oswin Hempel, Alexander Höfer, Emil Högg, Ernst Hottenroth, August Hudler, Max Klinger, Rudolf Kolbe, Oskar Kramer, Wilhelm Kreis, Ernst Kühn, Max Hans Kühne, William Lossow, Oskar Menzel, Otto Pilz, Paul Rößler, Rudolf Schilling, Fritz Schumacher, Oskar Seyffert, Robert Sterl, Georg Treu, Heinrich Tscharmann, Selmar Werner, Paul Wallot, Julius Ferdinand Wollf, Georg Wrba. |
| Loschwitzer Kreis                                           | 1907 ca. |           | Um die fünf Künstlerinnen Anna Elisabeth Angermann, Johanna Katharina Krabbes, Hildegard von Mach, Irmgard Meinhold und Anna Plate, die ihr Atelier im Künstlerhaus Dresden-Loschwitz, Pillnitzer Landstraße Nr. 59, hatten. |
| Künstlervereinigung Mappe                                   | 1907     |           | Bildete sich 1907 im Rahmen des Dresdner Künstlerstreits als Abspaltung der Dresdner Kunstgenossenschaft zum Zwecke von gemeinsamen Ausstellungen. Im Jahrbuch der bildenden Kunst 1908/09 wird Edmund Körner (* 23. August 1873) als Vorsitzender aufgeführt. 1907 fand eine erste Ausstellung der Gruppe in der Kunsthalle P. H. Beyer & Sohn, an der Schulstraße 8, in Leipzig statt. Im Oktober 1907 fand im Kunstsalon Emil Richter eine Sonderausstellung der Künstlervereinigung Mappe mit Edmund Körner, Franz Kunz (16. April 1874 – 3. Juli 1927), Oskar Popp und Karl Quarck (1869–1949) sowie den Bildhauern Karl Theodor Eichler und Otto Petrenz statt. Im Jahr 1908 beteiligte sich die Gruppe an der großen Kunstausstellung 1908.                                                             |
| Ausstellerverband Dresden-Trachau                           | 1907 ca. |           | Bildete sich um 1907 im Rahmen des Dresdner Künstlerstreits als Abspaltung der Dresdner Kunstgenossenschaft. Angekündigt wurde die Veranstaltung von Atelier-Ausstellungen. |
| Künstlervereinigung Dresden                                 | 1909     | 1939      | Unter dem Vorsitz von Georg Wrba aus den Mitgliedern der Zunft, der ehemaligen Elbier und einer Anzahl außenstehender Künstler gegründet. Verfügte ab 1916 mit dem Neuen Städtischen Ausstellungsgebäude über mehr als zehn eigene Ausstellungsräume an der Lennéstraße. |
| Grün-Weiß                                                   | 1910     | 1910 ca.  | Johann Walter-Kurau, Max Frey, Josef Goller, Friedrich Heyser, Georg Jahn, Walther Illner, Georg Lührig, Max Pietschmann, Paul von Schlippenbach, Bernhard Schröter, Richard Guhr, Hans Hartmann-MacLean, Heinrich Wedemeyer, Rudolf Bitzan, Georg Heinsius von Mayenburg und Martin Pietzsch |
| Dresdner Künstlergruppe 1913                                | 1913     | 1915 ca.  | Um Johann Walter-Kurau. Ausstellungen 1914 in der Galerie Arnold (Otto Arndts, Arthur Ernst Berger, Ernst Berger, Carl Brose, Richard Paul Burkhardt-Untermhaus, Max Frey, Georg Gelbke, Carl Haeser, Berthold Hellingrath, Artur Henne, Oskar Erich Hösel, Max Kowarzik, Franz Kunz, Johann Walter-Kurau, Paul Lindau, Georg Lührig, Siegfried Mackowsky, Ludwig Muhrmann, Maximilian Noetzold, Martin Erich Philipp, Franz Richard Scholtz, Hans Schultze-Görlitz, Richard Stöckert, Alfred Thomas, Louis Clemens Paul Walther, Wolfgangmüller), im Juli 1915 in der Kunstausstellungshalle am Marientor in Nürnberg und im Oktober 1915 im Kunstverein Hamburg. |
| Wirtschaftlicher Verband Bildender Künstler Dresden         | 1913     |           | Gründung 25. Juni 1913 um Hans Erlwein, Cornelius Gurlitt, Oskar Erich Hösel, Otto Pilz, Martin Pietzsch. Zu den Unterzeichnern des Gründungsaufrufs gehörten: Siegfried Berndt, Georg Bernkopf, German Bestelmeyer, Eugen Bracht, Carl Brose, Robert Diez, Martin Dülfer, Georg Erler, Doris am Ende, Hans Erlwein, Max Frey, Karl Groß, Otto Gussmann, Cornelius Gurlitt, Max Herfurt, Emil Högg, Erich Hösel, Paul Kießling, Edmund Körner, Max Kowarzik, William Krause, William Lossow, Siegfried Mackowsky, Georg Heinsius von Mayenburg, Paul Naumann, Otto Petrenz, Hermann Prell, Bertha Schrader, Karl Schulz, Hugo Spieler, Gustav Adolf Thamm, Alfred Thomas, Hans Unger, Reinhold Vetter, Walther Witting, Georg Wrba, Oskar Zwintscher.                                                          |
| Expressionistische Arbeitsgemeinschaft Dresden              | 1917     | 1918      | Um Conrad Felixmüller, Walter Rheiner (Dichter) und Felix Stiemer (Verleger). Als Vorläufer gilt der Kreis um die weiße Chrysantheme. Die Expressionistische Arbeitsgemeinschaft Dresden ging auf Ende Jahr in der Gruppe 1917 auf. |
| Gruppe 1917                                                 | 1917     | 1919      | Um Conrad Felixmüller, Peter August Böckstiegel, Otto Lange und Constantin von Mitschke-Collande. |
| Dresdner Dada-Gruppe                                        | 1919     | 1922      | Um Kurt Günther, Otto Griebel, Otto Dix und den Komponisten Erwin Schulhoff. In Kontakt mit den Berliner Dadaisten insbesondere um George Grosz und John Heartfield. |
| Dresdner Sezession Gruppe 1919                              | 1919     | 1922      | Sogenannte „Zweite Generation des Expressionismus“ nach der Künstlergruppe Brücke. Ging aus der Gruppe 1917 hervor. Die Mitglieder der Dresdner Sezession Gruppe 1919 vertraten eine expressionistische, gesellschaftskritische Kunst. Um Peter August Böckstiegel, Otto Dix, Conrad Felixmüller, Wilhelm (Will) Heckrott, Constantin von Mitschke-Collande, Otto Schubert, Lasar Segall, Hugo Zehder. |
| Die Schaffenden                                             | 1920     | 1924      | Expressionistisch orientierte Gruppe um Erich Fraaß mit sozialkritischem Bezug: Alexander Bertelsson, Karl Eugen Biebrach (1882), Anton Bruder (1898–1983, Maler), Max Busyn, Konstantin Franz (1896), Alfred Glatter (1889–1923, Bildhauer), Curt Großpietsch, Willy Illmer, Walter Jacob, Georg Kind, Wilhelm Lachnit, Heinz Lewerenz (1890–1939), Karl Lüdecke, Otto Meister, Rolf Nesch, Fritz Skade, Oskar Trepte und Fritz Winkler. |
| Vereinigung Schaffender Künstler Dresden e. V.              | 1923     | 1939      | Beinhaltete Vertreter aller Kunstgattungen, darunter Maler, Schriftsteller, Musiker und Schauspieler. |
| Dresdner Ortsgruppe des Bundes Deutscher Gebrauchsgraphiker | 1923     |           | Bis 1933 unter der Leitung von Bruno Gimpel. Um Arno Drescher, Friedrich Kurt Fiedler, Dore Mönkemeyer-Corty, Paul Sinkwitz und Willy Petzold. |
| Abstrakten                                                  | 1925 ca. | 1932 ca.  | Um Edmund Kesting und Hans-Herwardt Kickebusch. Dresdner Ortsgruppe der 1919 im Umfeld von Herwarth Walden und der Sturm-Galerie gegründeten Internationalen Vereinigung der Expressionisten, Futuristen, Kubisten und Konstruktivisten. |
| Dresdner Sezession 1925/26                                  | 1925     | 1926      | Gegründet 1925 nach der Einladung von Will Grohmann an die ehemaligen Mitglieder der Dresdner Sezession 1919 an der „Kunstausstellung Dresden 1925“ teilzunehmen. Es bildete sich eine lose Gruppe um: Heinrich Barcinski, Rudolf Born, Max Busyn, Otto Griebel, Wilhelm Heckrott, Eugen Hoffmann, Franz Lenk, Constantin von Mitschke-Collande, Fritz Skade, Walter Sperling (1900–1942/43) und Fritz Tröger. Auflösung aufgrund persönlicher Differenzen im November 1926. |
| Neue Gruppe 1925                                            | 1925     | 1925      | Gemeinsame Ausstellung mit der Dresdner Kunstgenossenschaft und der Dresdner Sezession 1926/26 im Juli bis Oktober 1925: Johannes Maximilian Avenarius, Ernst Chr. W. Berger, Josef Gerlach, Ludwig Göbel, Richard Guhr, Karl Hanusch, Olaf Jordan, Hermann Lange, Georg Lührig, Richard Müller, Erich Ockert, Bruno Seener, Georg Siebert, Max Stecher und Wolfgang Willrich. |
| Deutscher Künstlerverband Dresden                           | 1926     | 1939      | Ging unter dem Namen „Die Juryfreien“ aus einer gegen die „Internationale Kunstausstellung Dresden 1926“ gerichteten Versammlung hervor unter scharfem Protest gegen sogenannte Kulturbolschewisten und sah seine Ziele in der Förderung einer deutsch-nationalen Kunst. Die erste Ausstellung des Deutschen Künstlerverbandes Dresden fand 1927 in Einkaufsläden der Prager Straße statt. Zwei weitere Ausstellungen fanden im ehemaligen Gebäude Kunstgewerbeschule am Antonsplatz statt. 1930 folgte eine Ausstellung direkt neben dem Gebäude des Sächsischen Kunstvereins und 1931 eine fünfte Ausstellung in den Räumen des ehemaligen Residenzschlosses. Weitere Ausstellungen bis 1939. Um Karl Quarck (zeitweise Vorsitzender), Willy Waldapfel und Walther Gasch. Ging im Dresdner Künstlerbund auf. |
| ASSO Dresden                                                | 1930     | 1933      | Die Dresdner Ortsgruppe entstand 1929 zunächst als lose Gruppierung um Otto Griebel, Hans und Lea Grundig, Herbert Gute, Eugen Hoffmann. Werner Hoffmann, Wilhelm Lachnit, Alexander Neroslow, Otto Rischbieter, Kurt Schütze, Fritz Schulze und Eva Schulze-Knabe. Ab 1930 trat sie als offizielle Gruppierung in Erscheinung. Vom Februar 1931 bis Dezember 1932 war sie Herausgeber der Zeitschrift „stoß von links“, in der auch politische Graphik der Mitglieder veröffentlicht wurde. Die Gruppe war primär ein kunstpolitischer Zusammenschluss und veranstaltete keine eigenen Ausstellungen. |
| Aktion                                                      | 1930     | 1931      | Erich Fraaß, Ludwig Godenschweg, Otto Griebel, Eugen Hoffmann, Bernhard Kretzschmar, Max Lachnit, Wilhelm Lachnit, Karl Lüdecke, Wilhelm Rudolph, Ewald Schönberg, Fritz Tröger. Ging in der Neuen Dresdner Sezession 1931 auf. |
| Freie Künstlerschaft Sachsen                                | 1930     | 1932      | Um Peter August Böckstiegel, Conrad Felixmüller, Otto Griebel, Gustav Alfred Müller, Friedrich Skade und Fritz Tröger. |
| Gruppe 1930                                                 | 1930     | 1932      | Gegründet im März 1930 primär zum Zwecke von gemeinsamen Ausstellungen: Adolf Brockmann, Gustav Mennicke, Gustav Alfred Müller, Rolf Tillmann, Otto Westphal-Rudolstadt |
| Neue Dresdner Sezession 1931                                | 1931     | 1932      | Auch Neue Dresdner Sezession genannt. Gegründet im Frühjahr 1931 aus mehreren Mitgliedern der Aktion und weiteren Künstlern: Pol Cassel, Hans Christoph, Otto Griebel, Ludwig Godenschweg, Eugen Hoffmann, Bernhard Kretzschmar, Wilhelm Lachnit, Hermann Theodor Richter, Anton Schuler und Wilhelm Rudolph. Mehrere Mitglieder schlossen sich ein Jahr später der Dresdner Sezession 1932 an. |
| Dresdner Sezession 1932                                     | 1932     | 1936      | Die Gruppe stand für künstlerische Freiheit und Unabhängigkeit zu einer Zeit, in der sich die ökonomischen und politischen Rahmenbedingungen stark verschlechtert hatten. Um Heinrich Burkhardt, Hans Christoph, Erich Fraaß, Joachim Heuer, Hans Jüchser, Edmund Kesting, Hans Kinder, Bernhard Kretzschmar, Erna Lincke, Fritz Löffler, Hermann Alfred Raddatz, Hermann Theodor Richter (1894–1943), Fritz Skade, Rolf Tillmann |
| Unabhängige Gemeinschaft                                    | 1932     | 1932      | Um Erich Fraaß. Schlossen sich der Dresdner Sezession 1932 an. |
| Unkorporierte                                               | 1932     | 1934      | U. a. mit Rudolf Berndt und Johannes Beutner. Ausstellung im Oktober 1932 im Haus Löwenapotheke, Wilsdruffer Straße. Teilnahme an der Sächsischen Kunstausstellung 1934. |
| Sieben Spaziergänger                                        | 1933     | 1935 ca.  | Lockerer Bund von zeitweilig auch mehr als sieben Künstlern (Johannes Beutner, Erich Fraaß, Otto Griebel, Josef Hegenbarth, Hans Jüchser, Karl Kröner, Wilhelm Lachnit, Theodor Rosenhauer, Paul Wilhelm und Fritz Winkler). In einer Zeit, in der antifaschistischen Künstlern sämtliche Aktivitäten als Gruppe verwehrt waren, wählten die Beteiligten eine unverfängliche Form um sich gegenseitig auszutauschen. |
| Interessenkartell der Sächsischen Künstlerverbände          | 1933     | 1933      | Dresdner Sezession 1932, Dresdner Kunstgenossenschaft, Deutscher Künstlerverband, Ausstellungskartell der Leipziger Künstlergruppen, Lausitzer Künstlerverband, Chemnitzer Künstlerverband, Bund Deutscher Architekten – Landesbezirk Sachsen, Künstlervereinigung Dresden |
| Artgemeinschaft Sächsischer Maler                           | 1934     | 1936      | |
| Dresdner Künstlerbund                                       | 1939     | 1943      | Am 22. Juni 1939 gegründet als Zusammenschluss von: Dresdner Kunstgenossenschaft, Deutscher Künstlerverband, Künstlervereinigung und Vereinigung Schaffender Künstler. Vorsitz Adolf Liebermann |
| Der Ruf                                                     | 1945     | 1948      | Die erste von insgesamt drei Ausstellungen erfolgte am 11. November 1945 unter dem Titel „Der Ruf. Befreite Kunst“ im Grünen Haus der Galerie und Kunsthandlung von Gerhardt Naumann in der August-Bebel-Straße 10 in Dresden-Strehlen. Karl von Appen, Hans Christoph, Hermann Glöckner, Edmund Kesting, Erna Lincke, Gerda Müller-Kesting, Hans Heinrich Palitzsch, Annemarie Schmidt-Kirstein und Helmut Schmidt-Kirstein. Als Gäste an der Ausstellung von 1948 waren beteiligt: Wolfgang Frankenstein, Ernst Geitlinger, Karl Otto Götz, Otto Hofmann, Juro Kubicek, Fritz Kuhr, Ernst Wilhelm Nay, Oskar Nerlinger und Albert Wigand. |
| Dresdner Künstler-Kollektiv                                 | 1946     | 1946      | Auch unter der Bezeichnung „Dresdner Künstler-Kollektiv 1946“. Während kurzer Zeit als Ausstellungsgemeinschaft tätig. Ernst Bursche, Otto Dix, Konstantin Franz, Hans Grundig, Wilhelm Lachnit, Max Möbius, Eva Schulze-Knabe, Kurt Schütze und Curt Querner. Die erste Ausstellung fand vom 2. Juni bis 30. Juni im Haus der Kunst, Radebeul 2, Lange Straße 25 statt. |
| Das Ufer                                                    | 1947     | 1957      | Knüpfte nach dem Zweiten Weltkrieg an die Verhältnisse der 20er- und 30er-Jahre und insbesondere an die im Jahr 1933 abgebrochene Tradition der ASSO an. Die Gruppe wurde 1952 im Zuge der Aus- und Gleichschaltung aller künstlerischen Gruppen aufgelöst. Die Mitglieder wurden in den Verband Bildender Künstler der DDR integriert. |
| Genossenschaft Bildender Künstler                           | 1953     |           | Die Genossenschaft Bildender Künstler wurde am 28. November 1953 als Verkaufsgenossenschaft Bildender Künstler in Dresden gegründet. Verfügte ab 1960 mit der Galerie Kunst der Zeit über eigene Ausstellungs- und Verkaufsmöglichkeiten. |
| Erste Phalanx Nedserd                                       | 1953     | 1965      | Jürgen Böttcher, Winfried Dierske, Peter Graf, Peter Herrmann, Peter Makolies und A. R. Penck. Nedserd bedeutet umgekehrt geschrieben Dresden. Der Zusatz „Erste Phalanx“ („erste Reihe einer Kampfaufstellung“) betonte die kämpferische Ausrichtung der Gruppe und nahm Bezug auf die 1901 gegründete Münchner Künstlergruppe Phalanx um Wassily Kandinsky. |
| Dresdner Künstleraktiv 1957                                 | 1957     | 1960 ca.  | Reine Ausstellungsgruppe unter der Begründung des Zusammenschlusses als Kampf gegen den Faschismus. Um Hans Grundig, Lea Grundig, Eva Schulze-Knabe, Gerhard David, Gabriele Meyer-Dennewitz, Hans Mroczinski, Nikolaus Manoussis, Horst Jockusch, Margret Häusler und Günther Maubach. Gezeigt wurden auch Werke von Eugen Hoffmann und Fritz Schulze. |
| Künstlergruppe Lücke                                        | 1971     | 1976      | Gruppe um A. R. Penck, Peter Herrmann, Wolfgang Opitz, Harald Gallasch und Steffen Terk. Die Namensgebung „Lücke“ nahm Bezug auf den Namen der expressionistischen Künstlergruppe „Brücke“, wodurch auf die Leerstellen im Kunstbetrieb der DDR hingewiesen werden sollte. |
| Künstlergemeinschaft B53                                    | 1982     |           | Auch unter der Bezeichnung „Grafikwerkstatt B53“. Betrieb einer gemeinsamen Atelierwerkstatt an der Bürgerstraße 53 mit druckgraphischen Werkzeugen und Maschinen. Seit 1984 Herausgeber einer jährlichen Grafikmappe (Edition B 53) für den Freundeskreis. Bernd Hahn (1954, Neustadt/Sachsen – 10. März 2011, Dohna/Burgstädtel), Anton Paul Kammerer (1954, Weißenfels – 2021, Dohna/Burgstädtel), Andreas Küchler (1953, Freital – 2001, Dresden), Jürgen Wenzel (1950, Annaberg – 2023). Die Gruppe war offen für andere Künstler der DDR. Seit 1992 befindet sich die Grafikwerkstatt am Rande von Dresden in Burgstädtel im Dresdner Stadtteil Omsewitz. |
| Dresdner Sezession 89                                       | 1989     |           | |
| Bewegung Nurr                                               | 1989     |           | Künstlerkollektiv, das in den Bereichen Bildhauerei, Installation, Graffiti, Videokunst, Fotografie und Malerei aktiv ist. |
| Neuer Sächsischer Kunstverein                               | 1990     |           | |
| Künstlerbund Dresden                                        | 1990     |           | Besteht seit 1990. Berufsverband von Künstler und Künstlerinnen auf den Gebieten der Bildenden Kunst in Dresden. |
| Künstlervereinigung blaueFABRIK                             | 1991     |           | Gegründet von Sigrid Walter, Lutz Fleischer und Thomas Haufe |